# Coal Chamber
Coal Chamber es una banda estadounidense de nu metal formada en 1994 en Los Ángeles, California. Gozaron de un éxito mediano a mediados de los 90 durante el "boom del nu-metal", que bandas como KoЯn y Deftones ayudaron a crear. La banda ganó un gran seguimiento en los primeros días de su carrera, presumiblemente porque ellos fueron una de las primeras bandas de nu metal con temática "gótica". La banda volverá a la acción en 2023. Por el momento están confirmados en el festival Sick New World, que se celebrará en La Vegas (Nevada, Estados Unidos) el 13 de mayo de 2023

## Biografía

### Formación y primeros años (1993–1995)
A finales de 1994, Dino Cazares de Fear Factory presentó una demo de Coal Chamber, causando un enorme revuelo local con actuaciones en The Roxy Theatre y Whisky A Go Go, lo que eventualmente llevaría a Roadrunner Records a ofrecerles un contrato.
Posteriormente el vocalista, Dez Fafara, dejó la banda de manera súbita debido a desacuerdos con su esposa sobre la misma. En la primavera de 1995 Fafara se reincorporó a Coal Chamber, lo que terminó con su matrimonio pero revitalizó a la banda. Con un renovado sentido de energía, Coal Chamber fueron capaces de retomar su acuerdo con Roadrunner a finales de 1995.

### Coal Chamber(1996-1998)
En 1996, Coal Chamber tocó en el primer Ozzfest, integraron a Mike "Bug" Cox, y grabaron su primer álbum, Coal Chamber, lanzado el 11 de febrero de 1997. Nathan "Karma" Cox grabó su primer video, "Loco".
En 1997, Coal Chamber hizo una gira por Europa con Machine Head, Napalm Death, y Skinlab, incluyendo un concierto en el Dynamo Festival en los Países Bajos.

### Chamber Music(1999-2001)
Chamber Music fue lanzado en 1999. Con un poco del éxito comercial que Coal Chamber había adquirido después de Chamber Music, la banda realizó una gira en festivales, y de cabecera en algunos de estos. La banda logró capturar la atención de Sharon Osbourne, esposa de Ozzy Osbourne, quién se volvió su mánager.
Ese año, Coal Chamber formó parte del Amazing Jeckel Brothers Tour de Insane Clown Posse, junto a Biohazard, Krayzie Bone, Twiztid, y Mindless Self Indulgence. Biohazard, Mindless Self Indulgence, Krayzie Bone, y Twiztid fueron bien recibidos por el público; sin embargo, Coal Chamber no lo fue. Los fanes de Insane Clown Posse no estaban comprando las entradas, ya que a estos no les gustaba Coal Chamber. Por tres conciertos que Coal Chamber tocaba, había múltiples devoluciones de entradas. Violent J, miembro de ICP y su hermano Rob, tomaron la decisión de sacar a Coal Chamber de la gira. Posteriormente, no hubo más devoluciones de entradas por el resto de las fechas de la gira. Insane Clown Posse declaró que Coal Chamber fue sacado de la gira por problemas de equipo musical, pero posteriormente se reveló que el verdadero motivo fue por sus acciones en The Howard Stern Show, emitido el 19 de agosto de 1999. En el aire, Osbourne, quien había aparecido como invitada, informó a Bruce y Utsler que Coal Chamber había realizado una demanda por brecha de contrato.
Coal Chamber se alejó de Osbourne debido a diferencias creativas y personales, un problema que continuó dentro de la banda causando que tomaran un descanso de las giras y resultando en su no participación en la gira Tattoo the Earth en 2000.

### Dark Daysy separación (2002–2003)
La banda siguió con su tercer álbum Dark Days a inicios de 2002, que fue recibido con reseñas mixtas. La bajista Rayna Foss dejó la banda para criar a su hija poco después de que el disco fuera grabado; ella fue reemplazada por Nadja Peulen quien había tomado el lugar de Foss durante su embarazo entre los dos primeros discos. Rayna tuvo una discusión con el vocalista Dez Fafara, diciendo que ella y su marido habían "encontrado a Cristo" y que dejaría Coal Chamber de forma permanente.
En mayo de 2002, se anunció que Coal Chamber se disolvió después de un altercado en un escenario entre Fafara y Rascón durante un concierto en Lubbock, Texas. Ellos habían peleado verbalmente antes del concierto y continuaron peleando en el escenario con Rascón golpeando a Fafara con la cabeza de la guitarra. Fafara anunció "Éste es el último concierto de Coal Chamber!" y dejó el escenario. La banda intentó seguir el concierto con Rascón cantando las vocales pero pronto detuvo el concierto. Cox destruyó su batería antes de dejar el escenario. La banda logró solucionar sus problemas lo suficiente para una aparición en Last Call with Carson Daly y una gira de verano con American Head Charge, Lollipop Lust Kill y Medication. Esos fueron los últimos conciertos que la banda tocó.
En octubre de 2002, Cox fue despedido después de algunas disputas personales con Fafara y Rascón. En la página oficial de Coal Chamber se anunció que la banda estaba buscando un nuevo baterista, pese a que las actividades estaban en un alto.
A fines del verano de 2003, un álbum compilatorio titulado Giving the Devil His Due fue lanzado en el cual incluía algunas demos presentadas por la banda antes de su firma con Roadrunner Records en 1997, junto algunas grabaciones alternas y remixes de varias canciones de sus álbumes anteriores. Coal Chamber oficialmente anunció su descanso en 2003, poco después de que su vocalista Fafara continuara con su nueva banda DevilDriver (previamente conocida como Deathride).

### Después de la separación (2003–2010)
Fafara continuó como vocalista de la banda de metal DevilDriver, grabando siete discos: DevilDriver, The Fury of Our Maker's Hands, The Last Kind Words, Pray for Villains, Beast, Winter Kills, y Trust No One. Él es el único miembro de Coal Chamber en lanzar un álbum después de la disolución de la banda. La bajista Nadja Puelen creó la empresa de poleras CruelTees, que vende en línea y por tiendas como Hot Topic. Después de dos años para recuperarse de un accidente automovilístico, el baterista Mikey "Bug" Vox se reunió con su amigo productor del primer disco de Coal Chamber e integrante de Orgy, Jay Gordon para formar Machine Gun Orchestra. El guitarrista Miguel "Meegs" Rascón formó la banda de rock Glass Piñata, previamente conocida como "Piñata". El grupo lanzó unas pocas demos en su sitio web, y enfrentó algunos cambios en su línea antes de separarse eventualmente.
En septiembre de 2010, Rascón y Cox se unieron para formar una banda de post-punk llamada We Are The Riot.

### Reformación,Rivalsy disolución permanente (2011–2017)
En septiembre de 2011, Fafara, Cox y Rascón oficialmente reformaron la banda con la bajista Chela Rhea Harper, para tocar en los conciertos de Soundwave en Australia, al que se le sumaría una gira por Estados Unidos, México y Sudamérica (Argentina, Brasil y Chile para septiembre de 2012). En octubre de 2012, Fafara declaró que la banda estaba "tomándoselo lento", parcialmente debido a sus compromisos con DevilDriver, pero también reveló que la banda había empezado a escribir material nuevo. La banda luego tocó en Download 2013 e hizo una gira junto a Sevendust, Lacuna Coil y Stolen Babies, con actuaciones en el Rock Am Ring, Graspop Metal Meeting en Dessel y el festival Nova Rock.
Nadja Peulen oficialmente se reunió con la banda en octubre de 2013, y la banda firmó para Napalm Records al año siguiente, mientras trabajaban en un nuevo álbum. La grabación del álbum fue completada en diciembre de 2014. En febrero de 2015, Coal Chamber reveló que el título del álbum era Rivals. Estrenaron la canción "I.O.U. Nothing" en línea en marzo, y al siguiente mes lanzaron un vídeo de letras para "Suffer in Silence", canción que incluye a Al Jourgensen. El álbum fue lanzado el 19 de mayo de 2015, y este era su primer álbum en trece años, además de ser el primero de la banda en ser lanzado por Napalm Records.
En mayo de 2016, Dez Fafara confirmó durante una entrevista con la revista Blunt que Coal Chamber estaba en hiato indefinido, declarando que debido al éxito actual de su otra banda DevilDriver con su séptimo álbum Trust No One, Coal Chamber "no tiene lugar en mi vida de todos modos a este punto." En junio de 2017, Fafara explicó que empezaría a tocar temas de Coal Chamber con DevilDriver, tras reconocer que Coal Chamber podría dejar de hacer giras o componer nueva música de forma definitiva. Luego dijo que la banda había "terminado para siempre". En julio de 2018, Fafara oficialmente anunció que Coal Chamber no regresaría.

### Presentación enSick New World2023 (2022 - actualidad)
El 7 de noviembre del 2022, la banda fue confirmada dentro del festival de música Sick New World, reuniéndose de nuevo después de seis años. Dicho evento se realizó el 13 de mayo de 2023 en Las Vegas, Nevada y contó con muchas de las bandas referentes del Nu Metal como System Of A Down, Incubus, Korn, Evanescence o Deftones, entre otras. En sus redes sociales, Coal Chamber compartieron el siguiente mensaje: «¡Emocionado por compartir escenario de nuevo con mis hermanos! Coal Chamber en directo en Las Vegas 2023 en el festival Sick New World».

## Miembros

### Última formación
- Dez Fafara - voces (1992-2003) (2011–2016) (2022–presente)
- Miguel "Meegs" Rascon - guitarra, coros (1992-2003) (2011–2016) (2022–presente)
- Mike Cox - batería (1995-2003) (2011-2016) (2022–presente)
- Nadja Peulen - bajo (1999-2003) (2013-2016) (2022–presente)

### Miembros anteriores
- Rayna Foss-Rose - bajo (1993–1999) (2001-2002)
- Chela Rhea – bajo (2011–2013)
- John Thor - batería (1993 -1995)

## Discografía

### Álbumes
En Estudio
- Coal Chamber (11 de febrero, de 1997)
- Chamber Music (7 de septiembre, de 1999)
- Dark Days (7 de mayo, del 2002)
- Rivals (19 de mayo, de 2015)

Compilaciones
- Giving the Devil His Due (19 de agosto, del 2003)
- The Best Of Coal Chamber (9 de agosto, del 2004)

### Sencillos
| Año  | Título                                 | Posición en listas | Posición en listas | Álbum         |
| Año  | Título                                 | EUA Main           | R.U.               | Álbum         |
| ---- | -------------------------------------- | ------------------ | ------------------ | ------------- |
| 1997 | «Loco»                                 | —                  | 80                 | Coal Chamber  |
| 1997 | «Big Truck»                            | —                  | —                  | Coal Chamber  |
| 1998 | «Sway (The Roof Is on Fire)»           | —                  | —                  | Coal Chamber  |
| 1999 | «Not Living»                           | —                  | —                  | Chamber Music |
| 1999 | «Shock the Monkey» (con Ozzy Osbourne) | 26                 | 83                 | Chamber Music |
| 1999 | «Tyler's Song»                         | —                  | —                  | Chamber Music |
| 1999 | «Notion»                               | —                  | —                  | Chamber Music |
| 2002 | «Fiend»                                | —                  | —                  | Dark Days     |
| 2015 | «I.O.U. Nothing»                       | —                  | —                  | Rivals        |

Apariciones en Bandas Sonoras
- "Blisters" (Banda sonora de Bride of Chucky, 1998)[11]

- "Not Living" (Banda sonora de Dee Snider's Strangeland, 1998)[12]

- "Wishes" (Banda sonora de Heavy Metal 2000, 2000)[13]

- "Glow" (Banda sonora de The Scorpion King, 2002)[14]

- "Something Told Me" (Banda sonora de Resident Evil, 2002)[15]

- "Devils Never Cry" (Banda sonora de Devil May Cry 3, 2005)